# La stanza rossa (Matisse)
La stanza rossa o Armonia in rosso è un dipinto a olio su tela (180x220 cm) realizzato nel 1908 a Parigi da Henri Matisse. Acquistato dal collezionista russo Sergej Ščukin, è conservato nel Museo dell'Ermitage di San Pietroburgo.

## Descrizione
In questa sua opera emblematica del periodo fauves, Matisse visualizza la scena in un interno borghese, una camera con una finestra, in un angolo in alto a sinistra, attraverso la quale si intravede un paesaggio.
Al colore dato per strisce e chiazze dirompenti in molteplici tonalità, si sono sostituite grandi superfici di colore pieno e la bidimensionalità decorativa; tutta la composizione inoltre, e persino la natura,  non ha profondità spaziale.  Essa assume invece una bidimensionalità illusionistica a cui vengono aggiunti elementi decorativi che diventeranno poi fondamentali nella seconda parte della sua carriera.
Questi motivi floreali e ondulati presenti sulla tovaglia, si ripetono nella tappezzeria e assumono un valore decorativo e musicale.
La costruzione prospettica (indicata dalla sottile linea nera del bordo del tavolo e della piega della tovaglia, sulla sinistra, appena accennata, ma anche dallo spessore del muro in cui è ritagliata la finestra e dalla sedia) è annullata dalla scelta dello stesso rosso, con l'identico motivo decorativo blu e azzurro, sia per il rivestimento murario sia per la tovaglia che ricopre il tavolo.
Da ciò si capisce che l'artista con questo quadro non vuole rappresentare uno spazio reale, ma invece una dimensione interiore ed emotiva.
Metaforicamente si può collegare la stanza rossa ed i colori forti alla mente di Matisse, che riecheggia nel caos. Mentre contemporaneamente possiamo pensare all'ambiente fuoristante, cioè alla natura come un posto inarrivabile e tranquillo, quasi paradisiaco se confrontato alla sala interna.